# Sora no Otoshimono
Astraea é uma Angeloid misteriosa que desce a Terra logo após as Harpias falharem em trazer Nymph e Ikaros para Sinapse, mas Astraea também falha nessa missão. Astrae não é muito inteligente devido a ter baixo poder de processamento. Ela também é apaixonada por Tomoki (apesar de muitas vezes ser um alvo para suas perversões) e vê Ikaros e Nymph como rivais.
- Hiyori Kazane|风 音 日 和

Dublada por:Yōko Hikasa
Hiyori é uma estudante do segundo ano na escola de Tomoki, cuja história é contada no filme. Ela é apaixonada por Tomoki e se junta ao Clube Descoberta do Novo Mundo a fim de se aproximar dele. A sua presença torna-se uma desconforto para Sohara, Nymph e Astraea. Isso decorre da percepção de que Hiyori é sempre gentil e carinha para Tomoki, enquanto os outros parecem só ver suas "falhas". Eventualmente, Hiyori consegue confessar seus sentimentos para Tomoki, que o deixa em estado de choque (já que nenhuma menina já confessou a ele antes). Na realidade, Hiyori é um anjo que foi visto pela primeira vez dentro de uma espécie de câmara quando Sugata foi a Synapse. A câmara liga-se ao seu corpo na Terra, que funciona como um avatar. Até agora, apenas Sugata, Nymph e Ikaros estão cientes da verdadeira identidade de Hiyori.

### Outros personagens
- Daedalus |ダイダロス

Dublado por: Asuka Ogame
Daedalus é um anjo que aparece frequentemente em sonhos do Tomoki, mas ela voa para longe, o que faz Tomoki chorar. Ela vem para seus sonhos e pede-lhe para ajudar a salvá-la. Parece que ela se importa muito com Tomoki. Mais tarde é revelado que ela é o criadora da primeira geração de Angeloids:.Ikaros, Nynph, e Astarea. Ela ajuda Sugata quando ele visita Synapse. 
- Mestre da Synapse| 空のマスター

Dublado por: Shinichiro Miki
O governante sádico e cruel de Synapse e principal antagonista da série, o Mestre gosta de torturar as Angeloids que possui (física e emocionalmente), vendo-as como meros brinquedos com os quais ele pode fazer o que quiser, e descartar como lixo. Ele é condescendente para com os humanos, e se refere a eles como "Downers", uma característica que também é compartilhada com suas Angeloids. Por causa de sua arrogância e crença de que as Angeloids sempre obedecer às suas ordens, ele é surpreendido quando testemunha uma delas quebrando sua corrente e indo contra suas ordens. Ele está geralmente sentado em um trono com duas Angeloids ao lado dele. Como Daedalus, seu rosto é mais obscurecido em suas aparições. Ele também criou um "Sistema de Defesa Aérea Final" chamado Zeus (ゼウス Zeusu) .
- Harpias| ハーピー

Dublado por: Michiko Neya (Harpia 1), Okamoto Maya (Harpia 2)
Um par de "Angeloids Interceptores do Tipo Gama" (要撃用エンジェロイドタイプγ), que responde diretamente ao Mestre de Synapse. Elas são responsáveis por arrancar as asas de Nymph e também são guardas no laboratório da Synapse. 
- Caos|カオス

Dublada por: Aki Toyosaki
Caos é a "Segunda Geração Angeloid, Tipo Epsilon" (第二世代エンジェロイドタイプε) e um dos antagonistas principais da série. Ela inicialmente se parece com Tomoko só que vestida de freira. Caos pode mudar sua aparência para imitar as pessoas, a fim de incutir um tumulto e/ou uma confusão (como seu nome indica), como fez contra Nynph e Ikaros, assumindo a semelhança de Tomoki. Suas "asas" são um conjunto perverso de lâminas, quase orgânica-como apêndices. Ao contrário dos Angeloids de primeira geração que não têm a capacidade de dormir, Caos pode entrar no sonho de outra pessoa, como ela tem feito inicialmente com Tomoki. Mais tarde, vai morar na casa de Tomoki.

## Terminologia
Synapse (シナプス Shinapusu ?)
Sinapse é um país localizado no céu que é o lar dos Anjos e dos Angeloids. Foi introduzido pela primeira vez na série como um buraco negro acima da cidade onde vive Tomoki e seus amigos. Sugata acredita que Synapse é o "Novo Mundo" e começa a investigá-lo. Depois de descobrir que Nymph é capaz de fornecer um portal entre a Terra e Synapse, Sugata pede Nymph para ajudá-lo. Na Synapse, há uma grande cúpula que contém Anjos adormecidos, que ficam ligados a seus avatares do mundo real. Se o avatar no mundo real é morto, as pessoas que lhes estão associados terão suas memórias apagadas, como é o caso com Hiyori . Também existe em Synapse um grande obelisco chamado de Core, que tem as regras de Synapse escritas nele. 
Angeloids (エンジェロイド Enjeroido ?)
Os Angeloids são uma série de gynoids construídos por Synapse. Como parte de seu nome indica, eles são modelados na forma de Anjos e são programados para servir seus mestres. O Angeloid seleciona seu mestre através de um processo chamado de "Imprinting", em que a cadeia ligada ao seu colar cervical estende a mão de seu mestre escolhido. A primeira geração de Angeloids (Ikaros, Nymph e Astraea) foram construídos por Daedalus, enquanto que a segunda geração de Angeloids (Chaos, Hiyori, Seiren, e Ikaros Melan) foram construídos (ou no caso Hiyori, o convertido) por Mestre da Synapse.
Cada Angeloid é designado por uma letra do alfabeto grego, que desce para cada Angeloid novo construído. Ikaros, o Angeloid da Primeira Geração, é um "tipo Alfa" de Angeloid, enquanto a Ikaros Melan, o Angeloid mais recente, é um "tipo Theta" de Angeloid. Cada Angeloid tem suas próprias habilidades únicas e poderes, que são determinados a partir de três parâmetros principais: capacidade de combate, controle emocional e capacidade de processamento. Ao contrário dos humanos e dos anjos, Angeloids não consegue dormir ou tem sonhos, exceto Chaos. Os Angeloids são capazes de executar outras funções humanas, como comer e expressar emoções. Com o exceção de Seiren (e consequentemente do Caos), Angeloids não pode nadar porque suas asas absorver água, o que faz com que eles se afundar, no entanto, Ikaros é capaz de funcionar debaixo de água. Os nomes dos Angeloids ', armas e habilidades são principalmente derivados de deuses gregos e figuras mitológicas.
Segundo Chaos, os Angeloids não foram criados para ter sentimentos, porém Ikaros, Nymph, Astraea e Hiyori contradizem isso, já que estão apaixonadas por Tomoki.
Programa de auto-evolução Pandora (自己進化プログラムパンドラ Jiko Shinka Puroguramu Pandora ?)
Um programa integrado a certos Angeloids que lhes permitam aprender e adaptar-se a vários ambientes e situações e, eventualmente, evoluir para seres mais fortes com recursos adicionais. Caos é o primeiro a demonstrar a sua capacidade quando ela absorve a Angeloid Seiren e cresce asas especiais para nadar debaixo d'água. Daedalus mais tarde revela que ela construiu o programa de Pandora em seus Primeira Geração Angeloids mas acrescentou uma camada de proteção para que não evoluírem " por engano ". No capítulo 55, Nymph é a primeira a quebrar a camada de proteção e evoluir seu modo Afrodite.